# Ліонелло Манфредонія
Ліонелло Манфредонія (італ. Lionello Manfredonia, * 27 листопада 1956, Рим) — колишній італійський футболіст, півзахисник, захисник. По завершенні ігрової кар'єри — спортивний функціонер, працював у низці італійських футбольних клубів як спортивний директор.
Як гравець насамперед відомий виступами за клуби «Лаціо» та «Ювентус», а також національну збірну Італії.
Чемпіон Італії. Володар Міжконтинентального кубка. 

## Клубна кар'єра
Вихованець футбольної школи клубу «Лаціо». Дорослу футбольну кар'єру розпочав 1975 року в основній команді того ж клубу, в якій провів десять сезонів, взявши участь у 201 матчі чемпіонату.  Більшість часу, проведеного у складі «Лаціо», був основним гравцем команди.
Протягом 1985—1987 років захищав кольори команди клубу «Ювентус». За цей час виборов титул чемпіона Італії.
Завершив професійну ігрову кар'єру у клубі «Рома», за команду якого виступав протягом 1987—1989 років.

## Виступи за збірні
Протягом 1976–1978 років  залучався до складу молодіжної збірної Італії. На молодіжному рівні зіграв у 9 офіційних матчах.
1977 року дебютував в офіційних матчах у складі національної збірної Італії. Протягом кар'єри у національній команді, яка тривала усього 2 роки, провів у формі головної команди країни 4 матчі. У складі збірної був учасником чемпіонату світу 1978 року в Аргентині, під час якого перебував у резерві і жодного разу на поле не виходив.

## Титули і досягнення
- Чемпіон Італії (1):

«Ювентус»:  1985–86
- Володар Міжконтинентального кубка (1):

«Ювентус»:  1985